# Esplenectomia
L'esplenectomia es el procediment quirúrgic utilitzat per l'extirpació total o parcial de la melsa.
La melsa es un òrgan que es troba sota la caixa toràcica al costat esquerre superior del abdomen, per darrere de l'estómac i sota del diafragma. Aquest òrgan ajuda a filtrar els materials no necessaris de la sang i combatre infeccions.

## Causes[1]
L'esplenectomia es fa per tractar una amplia varietat de malalties o afeccions. Es recomana quan: 
- Traumatisme de la melsa: pot haver sagnat intern degut a una lesió abdominal greu i trencament de la melsa.
- Esplenomegàlia: engrandiment de la melsa que inclouen dolor i sensació de sacietat.
- Trastorn de la sang: púrpura trombocitopènia idiopàtica, policitèmia vera i talassèmia. Abans de fer la intervenció quirúrgica s'hauran de valorar altres tractaments.
- Càncer: es poden tractar amb esplenectomia la leucèmia limfocítica crònica, el limfoma de Hodgkin, el limfoma no hodgkinià i la leucèmia de cèl·lules piloses.
- Infecció (Abscés): si la melsa no respon a cap tractament per combatre la infecció, pot requerir una esplenectomia.
- Quist o tumor no cancerós: els quists o tumors no cancerosos a l'interior de la melsa poden requerir una intervenció quirúrgica si aquest no es poden tractar ni determinar el motiu de la seva aparició.
- Cirrosi hepàtica

## Procediment
Abans de realitzar la intervenció el pacient s'haurà de sotmetre a diferents proves (examen físic complet, vacunes antipneumocòccica, antimeningocòccica i antigripal i transfusions si fos necessari).
Durant la setmana anterior a la intervenció pot ser necessari prendre temporalment anticoagulants. S'han de seguir instruccions importants, com per exemple: les hores de dejú, arribar al hospital amb temps i totes les recomanacions dels metges.

El procediments pot ser una intervenció oberta o laparoscòpica:
1. En el cas d'esplenectomia oberta:
- Es fa una incisió en el mig o costat esquerre del abdomen, sota les costelles
- Es fa l'extirpació de la melsa i s'examina tota la zona abdominal
- Es tanca la incisió. S'utilitzen sutures o grapes

2. En el cas d'esplenectomia laparoscòpica:
- Es fan 3 o 4 petites incisions al abdomen
- S'utilitza el laparoscopi a través de les incisions, entre d'altres instruments mèdics
- Un cop finalitzat el procediment, s'extreuen i es tanquen les incisions utilitzant sutures o grapes

Si la intervenció és laparoscòpica, la recuperació es mes ràpida i menys dolorosa. Després de la intervenció, l'estada a l'hospital serà breu, menys d'una setmana aproximadament, tot i que la recuperació serà entre 4 i 6 setmanes.

## Pronòstic
El pronòstic d'aquesta cirurgia depèn de la malaltia o lesions que tingui el pacient. Les persones que no tenen altres lesions es recuperen ràpidament de la intervenció. Si es el cas contrari, necessitaran tractament addicional.
Per reduir riscos d'infecció el metge recomanarà vacunes i antibiòtics preventius per evitar contraure infeccions greus. El pacient haurà d'anar al metge en el primer signe d'infecció. Altres símptomes poden ser:
- febre
- calfreds
- tos inexplicable
- dolor abdominal greu
- somnolència
- envermelliment
- mal de cap
- mal de coll